# Petaurista nobilis
Petaurista nobilis es una especie de roedor de la familia Sciuridae.

## Distribución geográfica
Se encuentran en Bangladés, Bután, China, India y  Nepal.

## Hábitat
Su hábitat natural son: los bosque s templados.

## Estado de conservación
Se encuentra amenazada de extinción por la pérdida de su hábitat natural.